# Joc otome
Un joc otome (乙女ゲーム otome gēmu?, lit. „joc pentru domnișoare”) este un joc video narativ de dragoste, destinat publicului feminin, având o protagonistă ca personaj principal controlat de jucătoare. În general, unul dintre obiective, pe lângă scopul principal al poveștii, este dezvoltarea unei relații romantice între personajul principal feminin și unul dintre personajele secundare masculine.

## Istoric
Primul joc otome este recunoscut în general ca fiind Angelique, lansat în 1994 de Koei în Japonia pentru Super Famicom și creat de Ruby Party, o divizie de dezvoltare formată exclusiv din femei. Jocul a fost conceput inițial pentru fetele preadolescente și adolescente, dar a devenit surprinzător de popular și în rândul femeilor mai mari de 20 de ani. În 2021, seria a continuat cu Angelique Luminarise, în care protagonista este o angajată de birou de 25 de ani. Angelique este considerat drept jocul care a „stabilit convențiile specifice jocurilor pentru femei: accentul pe romantism, controale simple și utilizarea altor forme multimedia”.
În 1997 a fost lansat al doilea joc otome, Albaria no Otome, de către Gimmick House și Magical Craft pentru PC-FX, apoi și pentru PlayStation. Acesta are o dinamică similară cu Angelique, protagonista Ashanty fiind o tânără care trebuie să aleagă între a deveni noua protectoare sacră a unui regat sau a se îndrăgosti și a trăi fericită alături de unul dintre cavalerii care o însoțesc în joc. În 2002, Konami a lansat Tokimeki Memorial Girl's Side, un titlu de mare succes care a atras mulți fani noi către acest gen încă emergent. În 2006, clasamentele revistei Famitsu privind cele mai bine vândute jocuri de dragoste includeau șapte titluri otome.
Jocurile timpurii se inspirau puternic din iconografia și convențiile narative ale manga shōjo retro: „eroine girly arhetipic, accent pe romantism pur, fără conotații sexuale, într-un cadru liniștit și stabil”, dar odată cu extinderea genului, au fost introduse și alte elemente narative și de gameplay, inclusiv acțiune, aventură, lupte și povești în care „eroina poate să salveze lumea și să-l cucerească pe alesul ei în același timp”.
McKenzie & Co (1995) de la American Laser Games și Girl's Club (1992) de la Philips Interactive au fost jocuri de simulare pentru fete dezvoltate și lansate în SUA în trecut. Primul joc otome japonez tradus oficial și vândut în limba engleză a fost romanul vizual Yo-Jin-Bo, lansat în 2006 pentru PC.
În 2024, primul joc otome 3D, Love and Deepspace, a fost lansat de Infold Games.
Publicații care acoperă în mod regulat jocurile otome includ B's LOG și Dengeki Girl's Style.

## Stil
Genul otome are multe elemente stilistice comune cu manga shōjo și manga josei, iar ca intrigă, acestea sunt adesea similare cu manga de tip harem.
Jocurile otome lansate pe console și platforme portabile nu conțin conținut pornografic, deoarece companii precum Sony și Nintendo nu permit acest lucru. Există însă jocuri lansate pe platforma PC care sunt clasificate 18+ din cauza conținutului sexual. Unele jocuri au fost inițial lansate pe PC cu conținut pornografic, dar ulterior au fost cenzurate și relansate pentru PlayStation 2.
Alte elemente comune în jocurile otome includ importanța dublajului vocal, ilustrații CG și un mic epilog sau o scenă specială la finalul jocului când jucătoarea finalizează cu succes traseul unui personaj.

## Caracteristici

### Mod de joc
În mod tradițional, scopul acestor jocuri este ca partenerul dorit să se îndrăgostească și să aibă o relație cu personajul jucătoarei, însă cerințele pentru a obține un „final bun” variază de la joc la joc. Deși poveștile jocurilor otome diferă foarte mult, de obicei există o singură protagonistă și mai mulți bărbați atrăgători, fiecare reprezentând un anumit „tip” de personalitate.
Uneori, modul de joc nu se axează în mod special pe romantism, chiar dacă există mai multe personaje masculine ale căror „rute” pot fi urmate.
În variantele de tip roman vizual, jucătoarea progresează în poveste alegând replici sau acțiuni care afectează relațiile printr-un sistem de tip arbore decizional. În jocurile otome de tip simulare, există și alte mecanici de joc care influențează povestea, fie prin minijocuri, fie prin creșterea unor atribute. Personajul principal are deseori mai mulți parametri, cum ar fi aspectul fizic, stilul, inteligența, talentul etc., care pot fi îmbunătățiți prin diverse activități. Personajele romantice necesită adesea ca unul sau mai mulți parametri să atingă un anumit nivel pentru a se îndrăgosti de protagonistă. De asemenea, simulările includ adesea o componentă pur romantică, care presupune întâlniri cu personajul dorit, desfășurarea unei activități împreună și alegerea unor răspunsuri corecte în timpul dialogurilor pentru a crește afinitatea.
O caracteristică des întâlnită este „vocea completă" (フルボイス furu boisu?), adică un joc complet dublat. Interesele romantice sunt de multe ori dublate de actori vocali celebri. În anumite momente sau când sunt îndeplinite anumite condiții, pot apărea evenimente speciale însoțite de o imagine CG, reprezentând o scenă statică cu partenerul romantic și, uneori, protagonista.
În majoritatea jocurilor otome, protagonistele nu sunt dublate vocal, din motive de buget. Totuși, există și excepții, cum ar fi Norn9 sau Haruka: Beyond the Stream of Time, unde protagonista are voce completă.

### Reprezentarea femeilor
În jocurile otome, personajul feminin principal este, în general, clasificat fie ca self-insert (personaj în care jucătoarea se poate proiecta), fie ca non-self-insert. Un personaj self-insert nu are o personalitate sau o poveste bine definite, oferind spațiu jucătoarei să se identifice cu el. În schimb, un personaj non-self-insert are o personalitate clar conturată și o poveste proprie detaliată, independentă de implicarea jucătoarei.
Totuși, în ambele cazuri, protagonista are în general o imagine fixă. De obicei, jocul este prezentat din perspectiva la persoana întâi a protagonistei.
În general, este dificil să definim în termeni simpli reprezentarea protagonistei feminine, deoarece acest avatar al jucătoarei este un concept ambiguu și complex – o stare în care subiectul și obiectul coexistă: este atât „pantoful” jucătoarei, cât și un simbol demn de admirație.

### Reprezentarea bărbaților
Personajele masculine cu care se pot dezvolta relații romantice variază de la un joc la altul. În general, însă, acestea sunt prezentate ca fiind chipeșe și atrăgătoare.
Există câteva tipologii/arhetipuri comune ale personajelor masculine în jocurile otome: oresama – tipul arogant și dominant, kuudere – tipul rece și distant, dar blând în interior, prietenul din copilărie, shota – tipul tânăr, uneori infantil, bărbatul matur/mai în vârstă, dandere – tăcut și timid, megane – tipul cu ochelari, adesea intelectual, tsundere – aparent dur, dar sensibil în adâncul sufletului, yandere – aparent drăguț, dar periculos de obsedat, genki Guy – energic și pozitiv, flirtul și playboy-ul.